# Сандъкчиева къща
Сандъкчиевата къща, известна също и като Къщата на Ташо (Атанас) Шарланджията, е възрожденска къща, паметник на културата в град Мелник, представител на мелнишката къща.

## Местоположение
Къщата е разположена на левия бряг на Сушицкото дере върху средновековни зидове.

## Описание
Изградена е в XIX век и принадлежи на богата фамилия, занимаваща се с лозарство и търговия. Конструкцията на сградата е скелентна с дървени греди и пълнеж от тухли, която стъпва върху старите каменни зидове със сантрачи. Покривът е с турски кермиди. Къщата е с неразчленен обем и доминира над града със симетричната си северна фасада. Има приземен, междинен и жилищен етаж. На приземния етаж има търговски помещения и типичната мелнишка винарна, вкопана в пясъчника. Междинният етаж има складови функции и е организиран около вътрешен двор с вход от запад през двойна врата. Жилищният етаже е организиран симетрично около централен салон, което показва модните влияния при богатите мелничани. В спалното помещение има богато оформени долапи и алафранга.